# LSV Alexandria
Der LSV Alexandria (offiziell: Lindener Sportverein Alexandria von 1903 e.V., kurz: Alex) ist ein Sportverein aus dem hannoverschen Stadtteil Linden-Süd. Der Verein liegt in unmittelbarer Nähe der Lodemannbrücke, die über die Ihme zur HDI-Arena führt. Die Rugbymannschaft gewann 1921 und 1922 die Norddeutsche Rugbymeisterschaft.

## Geschichte
Seit der Jahrhundertwende 1900 trafen sich in der damals eigenständigen Stadt Linden, junge Leute am Brunnenplatz der Arbeitersiedlung „Klein-Rumänien“ zum Rugbyspielen. Der Sport diente als körperlicher Ausgleich zur schweren Fabrikarbeit, gespielt wurde auf dem nahegelegenen Ohefeld. Im Laufe der Jahre wurde der Wunsch einen eigenen Verein zu gründen immer größer, sodass sich am 6. Oktober 1903 sieben Hanomag-Arbeiter in der Gaststätte „Zloch“, an der Göttinger Straße, zur Vereinsgründung trafen.
Nachdem die Vereinsgründer schnell alle erforderlichen Regularien erledigt hatten, brauchte man nur noch einen Vereinsnamen. Doch die Männer wurden in ihren Denkpausen für einen passenden Namen immer wieder von einer alkoholfröhlichen Gesellschaft am Nebentisch gestört. Die Gesellschaft am Nebentisch bestand aus Matrosen, die darüber diskutierten, welcher Ort der schönste war. Am Ende waren sich die Matrosen einig, dass es „am schönsten in Alexandria“ war. So entstand der bis heute unveränderte Vereinsname: Lindener Sportverein Alexandria von 1903 e.V.
Kurz nach der Vereinsgründung fanden die Alexer ein geeignetes Gelände in der Lindener Ohe, das die Mitglieder in Eigenarbeit zu einem ansehnlichen Sportplatz herrichteten. Nach dem Ersten Weltkrieg bezog der Verein einen neuen Sportplatz am Tönniesberg, auf dem Gelände der HAWA. Kurz darauf stellten sich die ersten Erfolge ein. Gegen Viktoria Linden gewann man 1921 und 1922 die Norddeutsche Rugbymeisterschaft. Beide Male verlor der LSV Alexandria das anschließende Endspiel um die Deutsche Meisterschaft, 1921 unterlag man FC Neuenheim mit 0:11 und 1922 SC Frankfurt 1880 mit 0:3.
Vater des Erfolgs war Hermann Fromme, der den Verein über 15 Jahre lang erfolgreich führte. Er war ein großer Bewunderer des immer mehr ins Geschehen rückenden Fußballs und da man sich bei Alexandria nicht einig war, ob man eine Fußballsparte eröffnen sollte, ging Hermann Fromme zu Hannover 96 und wurde 1949 Spielausschussvorsitzender des Norddeutschen Fußballverbandes. Erst 1928 gründete der LSV Alexandria seine Fußballsparte.
Im Verlauf erneuter Industrieerweiterungen verloren die Alexer ihren Sportplatz. Die HANOMAG übernahm 1932 im Tausch mit der Stadt Hannover das Gelände und Alexandria erhielt als „lächerliche Entschädigung“ 4000 Reichsmark. Als die Nationalsozialisten an die Macht kamen, sorgten sie mit dem Gleichschaltungsgesetz dafür, dass kleine Vereine zu Großvereinen zusammengeschlossen wurden. Dies führte dazu, dass auch der LSV Alexandria von 1903 e.V. in einen solchen Großverein integriert wurde. 1938 wurde man Teil des neuen Großvereins DTSG von 1874 Hannover (später: SG 74 Hannover). Um wenigstens den Vereinsnamen am Leben zu erhalten, gründete eine kleine Gruppe alter Alexer den Kegelklub „Alt-Alex“, der bis in die 1970er am Leben blieb.
Nach dem Zweiten Weltkrieg fanden sich einige alte Alexer zusammen, um zu überlegen, den Verein neu zu gründen. „Wie ein Phönix aus der Asche“ schrieben die Zeitungen als der LSV Alexandria von 1903 e.V. in der Gaststätte von August Düvel, Gründungsmitglied von 1903, am 29. August 1950 auf einer Versammlung neu gegründet wurde. Weil man keinen Sportplatz mehr hatte, nutzte der Verein den Schützenplatz als Spielstätte. Nach jedem städtischen Fest mussten die Mitglieder mit ungeheurem Aufwand den Platz aufräumen um den Spielbetrieb am Laufen zu halten. Pünktlich zum 50. Jubiläum bauten die Alexer einen neuen Platz auf dem heutigen Gelände des Krankenhauses Siloah. Das Fest das zum 50-jährigen Bestehen auf der neuen Anlage gefeiert wurde, gilt als ein Höhepunkt im Vereinsleben vom LSV. Zu diesem Zeitpunkt zählte der Verein fast 700 Mitglieder, die in fünf Herren-Mannschaften Fußball spielten, sowie in zwei Damen-Mannschaften Handball. Außerdem gab es einige Jugend- und Kindermannschaften. Alles stand auf Fortschritt.
Einige Jahre später musste der Verein jedoch wieder auf die Suche nach einem neuen Zuhause gehen, da das Krankenhaus Siloah erweitert wurde. Nach einer kurzen Übergangszeit auf dem Gelände der heutigen Swiss Life Hall wurde der Sportplatz an der Lodemannbrücke fertig, auf dem der LSV auch heute noch beheimatet ist. Momentan hat der Verein eine Fußballsparte in der zwei Herren-Mannschaften aktiv sind.

## Erfolge
Rugby
- Norddeutscher Meister: 1921, 1922
- Deutscher Vizemeister: 1921, 1922